# Ivan Pelizza
Ivan Pelizza (* 17. Dezember 2000) ist ein Schweizer Leichtathlet, der sich auf den Mittelstreckenlauf spezialisiert hat.

## Sportliche Laufbahn
Erste internationale Erfahrungen sammelte Ivan Pelizza im Jahr 2025, als er bei den Halleneuropameisterschaften in Apeldoorn mit 1:49,22 min in der ersten Runde im 800-Meter-Lauf ausschied. Ende Juni wurde er bei der 1. Liga der Team-Europameisterschaft in Madrid in 1:45,44 min Fünfter im A-Lauf über 800 Meter, ehe er bei den World University Games in Bochum in 1:48,72 min ebenfalls den fünften Platz belegte.
2024 wurde Pelizza Schweizer Hallenmeister im 800-Meter-Lauf.

## Persönliche Bestzeiten
- 800 Meter: 1:44,53 min, 14. Juni 2025 in Pfungstadt
  - 800 Meter (Halle): 1:47,05 min, 13. Februar 2025 in Ostrava